# Castello di Eisenach
Il castello di Eisenach è un palazzo che sorge nel lato settentrionale della piazza del Mercato del comune tedesco di Eisenach in Turingia. Esso è stato residenza dei duchi di Sassonia-Eisenach e successivamente una delle residenze dei granduchi di Sassonia-Weimar-Eisenach. Oggi ospita uffici dell'amministrazione comunale, gli archivi comunali (ala settentrionale) e dal 1931 il Museo della Turingia.

## Storia
L'attuale castello deve la propria esistenza, secondo una tradizione, ad un evento inaudito: quando Anna Sofia Carlotta di Brandeburgo-Schwedt, una marchesa nata Brandeburgo-Schwedt e vedova dell'ultimo duca di Sassonia-Eisenach Guglielmo Enrico, fu cacciata dal Paese e furono noti altri scoraggianti gesti degli eredi, ordinò di svuotare il castello in cui risiedeva «…fino all'ultimo chiodo», tanto che al momento del suo trasloco non rimase più molto di utilizzabile nell'edificio. Incollerito grandemente da questa figuraccia, il duca Ernesto Augusto I di Sassonia-Weimar deve aver disposto l'immediata demolizione dell'intero castello.
Il 20 gennaio 1742 giunse l'ordine di erigere un nuovo castello ad Eisenach. Sull'area stabilita per la costruzione, vi erano ancora sei case borghesi e l'acquisto degli immobili si rivelò subito molto costoso e ben presto la disponibilità finanziaria per la costruzione non concordò più con le aspirazioni del duca. La commissione ducale per la costruzione con l'architetto di corte come direttore del progetto, Gottfried Heinrich Krohne, giunse alla conclusione che con le dimensioni volute, l'adozione delle fondamenta e in parte dei muri portanti delle case borghesi quali obiettivi inderogabili  (come l'utilizzo di soli materiali di poco prezzo, graticci e parti della vecchia residenza), sarebbe stata molto difficile e la pianificazione e la trasformazione furono realizzate solo gradualmente. Con i finanziamenti a disposizione, il mantenimento dei controsoffitti e delle strutture portanti sarebbe stato possibile solo senza realizzare l'ala meridionale, cosa che non corrispondeva alle esigenze d'immagine di una corte ducale. Così nel 1743 nacque nel progetto l'erezione di un'ala settentrionale destinata a spazio per feste.
Per poter collegare ragionevolmente le due ali, venne inserita nel progetto un edificio di collegamento. Esso funse prioritariamente alla sistemazione al pianoterra delle nuove scuderie. L'ala est, inizialmente concepita come scuderia, fu dotata di volte nel 1743, ma il risultato non piacque al duca, che perciò fece terminare questo fabbricato non finito come foresteria e abitazione per la servitù. Questa parte del castello venne demolita nel 1933.
Nel 1744 i lavori furono concentrati sulle modifiche alle coperture, nel 1746 di conseguenza vi fu la demolizione di un piano già innalzato a causa di problemi statici e marciume nelle travi portanti. Nel frattempo si era già lavorato al sistema di riscaldamento, e nel 1745 furono ordinate 30 stufe in ferro. Nel 1746 furono ordinati per le scalinate, la pavimentazione e parti della facciata conci di gran formato in pietra arenaria in una cava delle vicinanze. Nella sala delle feste nel 1747 furono installati grossi e raffinati specchi in cristallo e due lampadari dorati. Nell'autunno dello stesso anno le scuderie furono terminate. Il nuovo piano superiore dell'ala meridionale, tre stanze con le loro nicchie per letti e quelle per stufe e il relativo corridoio, fu parimenti terminato nel 1747, sebbene mancassero ancora porte e finestre.
Le necessarie gronde del tetto furono iniziate solo nel 1748, per le quali furono montate dodici tubazioni in rame e un sistema ad anello sotterraneo di raccolta e scarico delle acque piovane.
Dopo che la corte interna per prima cosa, ancora non terminata, fu coperta di aiole, si decise nel 1756 di procedere alla pavimentazione della corte stessa.
L'odierno aspetto del castello fu terminato con il completamento della facciata dal lato piazza del mercato nel 1748. All'inizio dell'anno successivo morì colui che aveva disposto la costruzione del nuovo castello. Dopo la morte del duca e dell'architetto progettista, l'opera fu terminata negli anni 1750. Il castello rimase fino al 1918 il luogo di rappresentanza della corte ducale di Eisenach.

## Architettura
Il castello fu eretto in stile tardo-barocco, un impianto originale a quattro ali, la cui facciata meridionale prospetta direttamente sulla piazza del mercato. Nell'ala nord si trova il salone delle feste, che ha una superficie di 120 m2 e si eleva per due piani. Gli stucchi del salone sono dei Krohne e risalgono al periodo tra il 1745 e il 1747.